# لقمان (بدخشان)
لقمان (به لاتین: Lughman) یک منطقهٔ مسکونی در افغانستان است که در ولسوالی خواهان واقع شده‌است.